# Awakening of Rip
Awakening of Rip je americký němý dramatický film z roku 1896. Režisérem je William Kennedy Dickson (1860–1935). Film trvá asi půl minuty a jeho děj je založen na povídce Rip Van Winkle od Washingtona Irvinga. Premiéru měl ve Spojených státech v září 1896.
Film byl natočen v srpnu 1896 v Buzzards Bay v Massachusetts v USA. První kopie vznikla 4. února 1897. V roce 1995 byl uložen do Národního filmového registru (National Film Registry).
Snímek je součástí filmu Rip Van Winkle, který vznikl sloučením 8 krátkých filmů.